# MasterChef (Corea del Sur)
Masterchef Korea (en hangul, 마스터셰프 코리아) es un programa de televisión gastronómico surcoreano basado en un espacio de televisión británico de cocina con el mismo título y emitido por BBC desde 1990. Comenzó el 27 de abril de 2012 y su más reciente temporada finalizó el 2 de agosto de 2014, es emitido por el canal de cocina O'live.
La trama del programa se basa en encontrar al mejor chef de Corea. El ganador del espacio gana 300 millones de Won y el trofeo del programa. Durante 2013, existió un spin-off titulado «MasterChef Korea Celebrity» (마스터셰프 코리아 셀러브리티), donde participaron diferentes celebridades coreanas.

## Chefs
- Kang Leo[2]
- No Hee Young[2]
- Kim Hoon Yi[2]

## Pruebas
- Caja del misterio (미스터리 박스): Los participantes reciben un número de ingredientes con los que deben a hacer un platillo a su gusto, deben utilizan cualquier cantidad de los ingredientes que desee, y tienen la libertad de omitir los que deseen.[4]
- Test de presión (압박 시험): Un chef famoso es invitado al programa a preparar un plato, por lo general de gran complejidad, los participantes deben hacer uno similar.[4]
- Competencia en equipos (팀 대결): Divididos en equipos azul y rojo, deben cocinar un menú completo en un tiempo determinado para un público específico, el equipo perdedor debe pasar al test de eliminación.[4]
- Test de eliminación/talento (탈락 시험): Deben hacer una preparación libre o especifica, según se indique. Al final se nominan los 3 peores, uno de ellos es eliminado definitivamente.[4]

## Temporadas
| Temporada | Inicio              | Final                | Ganador(a)    |
| --------- | ------------------- | -------------------- | ------------- |
| 1         | 27 de abril de 2012 | 20 de julio de 2012  | Kim Seung Min |
| 2         | 10 de mayo de 2013  | 02 de agosto de 2013 | Choi Kang Rok |
| 3         | 10 de mayo de 2014  | 02 de agosto de 2014 | Choi Gwang Ho |